# 社交媒體中的當勞·特朗普
|                  | Donald J. Trump | Twitter的logo，一个风格化的小蓝鸟 |
| @realDonaldTrump |                 | Twitter的logo，一个风格化的小蓝鸟 |

英語：
我並非以總統的方式使用社群媒體，而是以──「現代總統的方式」使用。讓美國再次偉大！
2017年7月2日
第45任美國總統當勞·特朗普在社交媒體的活动广受关注。他經常使用Twitter及其他社交媒體平台對其他政客、名人、私人公民以及新聞媒體發表評論。從正式宣佈參選總統任期的兩年半（2015年6月），他發了17,000多次推文。自從擔任總統以來，他的推文被視為美國總統的正式聲明。2022年2月，當勞·特朗普自己創辦的社群媒體平臺Truth Social上線，並且其本人在Truth Social上有自己的賬號。

## 国会暴动之后被限制帐号使用

### Twitter
2021年1月6日，在2021年冲击美国国会大厦事件发生之后，Twitter公司警告特朗普不要煽动更多暴力活动。根据Twitter的公告，特朗普未能遵守，最终在两日后的1月8日，Twitter宣布永久封禁其「@realDonaldTrump」账号以及其团队的官方账号「@TeamTrump」。目前，特朗普過往的發言紀錄仍可見於特定非營利媒體的網站及資料庫。
推特在其官方博客中发文 （页面存档备份，存于）表示特朗普煽动和美化暴力，违反了推特平台政策，尤其在特朗普的最后两条推文下有大量支持者在串联鼓动发起武装暴动并得到了广泛传播，为了阻止激发更多潜在的暴力行为，决定永久封禁特朗普的个人帐号。在个人帐号被封禁后，特朗普又试图用总统官方帐号@POTUS发布数条推文，谴责Twitter没有言论自由，表示自己不会沉默，将会创建新的基地。推文随即被删除，并被警告再这么做将限制该账号的使用。特朗普又到竞选团队帐号（@TeamTrump）发布声明，该帐号也随即被Twitter封禁。Twitter同时也清理了匿名者Q阴谋论推动者、极右翼网站 8kun（原为8chan）管理员的帐号，以及大量支持煽动暴力的帐号。
2022年11月20日，推特新老板马斯克在推特上宣佈決定恢复特朗普的账号。2023年8月24日，在超过两年半後，特朗普再次在推特上发帖。

#### 特朗普或将转战Parler
在被Twitter封禁账号后，有分析认为特朗普将转战Parler，特朗普和他的几个子女都在使用该平台。该平台要求实名制，并被广泛认为是美国极右翼极端分子、特朗普的支持者们聚集最多的平台之一，其创始人本人也是一名特朗普支持者。2天后，蘋果公司和Google均从其手機应用软件平台将Parler下线，理由是Parler对内容缺乏管理，充斥大量煽动暴力和犯罪的言论。随后亞馬遜公司称Parler违反规定，周日晚上会禁止Parler继续使用亞馬遜雲計算服務（AWS）。这意味着，Parler必须尽快找到新的主机服务商，否则将面临从互联网下线。用于管理身份验证的Okta表示：“我们的平台将不会用于暴力威胁和非法活动”，终止了Parler对其产品的免费试用。企业通讯公司Twilio也暂停了Parler并表示：“我们确定他们违反了我们的用戶政策協議，特别是禁止散布虚假信息，鼓励暴力，破坏财产和其他非法行为活动，威胁公共安全，以及损害Twilio的声誉。”

### Facebook
2021年1月7日，Facebook和旗下的Instagram亦跟随推特以煽动暴力为由无限期屏蔽特朗普的账户，至少到总统政权交接之后。3月26日，Facebook的CEO马克·扎克伯格表示，Facebook會在未來恢復特朗普的賬號。5月5日，Facebook決議持續封鎖。6月4日，Facebook宣布自封鎖日起算至少為期兩年。2023年1月25日，Meta公司宣布恢復特朗普的Facebook和Instagram賬號。

### YouTube
YouTube隐藏了多条特朗普发布怀疑煽动暴力的视频。2021年1月13日，特朗普的YouTube帳戶因違反政策被暫停至少7天，之後YouTube持續延長禁令，至2023年3月17日才宣告解封。

### TikTok
TikTok移除了所有特朗普煽动支持者的演讲视频，并删除骚乱者所使用的话题标签。
2024年6月1日，特朗普入驻TikTok。

### Snapchat
Snapchat在国会动乱后封锁了特朗普的帐号，因为它认为该帐户会促进并传播仇恨、煽动暴力。

### Reddit
Reddit封禁了r/DonaldTrump话题。

### Pinterest
Pinterest的一位发言人表示，从11月大选前后开始，Pinterest就一直在限制#StopTheSteal等亲特朗普话题的相关标签。“Pinterest不是一个威胁，宣传暴力或仇恨内容的地方”，Pinterest发言人说，“我们的团队正在继续监控和删除有害内容，包括可能煽动暴力的错误信息和阴谋论。”

### Discord
Discord封禁了服务器「The Donald」，因为该服务器与用于煽动暴力和策划美国武装叛乱的在线论坛有公开联系。

### Stripe
Stripe将不再为特朗普总统的竞选活动提供筹款服务。

### Shopify
Shopify在当地时间的周四下架了特朗普的两个相关网络商店。

### Twitch
亞馬遜公司旗下的直播服务Twitch也表示，他们已无限期禁用特朗普的频道。

## 外部連結
- 特朗普的推特歷史紀錄 （页面存档备份，存于），由獨立新聞機構ProPublica提供
- 特朗普的Truth Social主頁